# Mètodes sociològics
Els mètodes sociològics són les tècniques utilitzades pels sociòlegs i sociòlogues per comprendre les relacions entre les persones i les estructures socials que conformen la societat. Un dels mètodes més comuns és l'enquesta, que consisteix en la recollida de dades a través de preguntes estructurades a una mostra representativa de la població. Altres mètodes inclouen l'observació participativa, on la persona investigadora es posa en contacte amb els grups o comunitats que està estudiant i observa la seva interacció social; i l'anàlisi de documents, com ara estadístiques o informes, que permeten obtenir una visió general dels fenòmens que s'estan investigant.
Altres mètodes comuns en sociologia inclouen l'entrevista en profunditat, on es duen a terme converses més detallades amb individus seleccionats; i l'estudi de casos, on es centra en l'anàlisi d'un cas o fenomen en particular en detall.
Els mètodes sociològics es poden dividir en tres tipus:
- El mètode empiricoanalític és el més comú i es basa en la recollida i l'anàlisi de dades quantitatives, com ara enquestes o estadístiques. Aquest mètode es centra en la descripció i la predicció de les relacions socials.
- El mètode hermenèutic, per altra banda, es centra en la interpretació i la comprensió del significat de les relacions socials. Això es fa mitjançant l'anàlisi de fonts qualitatives, com ara entrevistes o documents.
- El mètode criticoracional es basa en la crítica i la reflexió sobre les relacions socials des d'un punt de vista teòric. Això es fa mitjançant l'ús de diferents teories i conceptes sociològics per interpretar i comprendre els fenòmens socials.

En general, en sociologia s'utilitza una combinació d'aquestes tècniques per obtenir una comprensió completa dels fenòmens socials que s'estan estudiant.